# Březina (district de Svitavy)
Pour les articles homonymes, voir Brezina.
Březina est une commune du district de Svitavy, dans la région de Pardubice, en République tchèque. Sa population s'élevait à 341 habitants en 2024.

## Géographie
Březina se trouve à 16 km au sud-est de Svitavy, à 74 km au sud-est de Pardubice et à 164 km à l'est-sud-est de Prague.
La commune est limitée par Janůvky et Křenov au nord, par Jevíčko et Bělá u Jevíčka à l'est, par Slatina au sud, et par Rudná à l'ouest.

## Histoire
La première mention écrite du village date de 1365.

## Administration
La commune se compose deux sections :
- Březina
- Šnekov

## Transports
Par la route, Březina se trouve à 8,5 km de Jevíčko, à 23 km de Svitavy, à 118 km de Pardubice et à 241 km de Prague. 